# Alle man på post
Alle man på post är en svensk dramafilm från 1940 i regi av Anders Henrikson.

## Om filmen
Vid inspelningen av filmen medverkade representanter för Försvarsstabens film- och förströelsedetaljer aktivt för att få händelseförlopp och lokalfärg så riktiga som möjligt. Filmen premiärvisades den 6 november 1940 på Stockholmsbiograferna Aveny och Lorry.

## Rollista i urval
- Aino Taube - Greta Eriksson, lotta
- Elof Ahrle - 1740 "Kurre" Karlsson, beredskapsman
- Anders Henrikson - löjtnant Bertil Eriksson, Gretas man
- Arnold Sjöstrand - major Arvid Eng
- Nils Ekman - ingenjör Lennart Eriksson, Bertils bror, spion
- Åke Grönberg - konstapel "Knubben" Landgren, beredskapsman
- Carl-Gunnar Wingård - 385 "Dirken" Adelryd, beredskapsman
- Karl Kinch - 386 "Kandis" Hansson, beredskapsman
- Ivar Kåge - överste Nylén
- Ragnar Widestedt - major Lundblad
- John Elfström - "Lantis" Svensson, beredskapsman
- Åke Uppström - "Plåtis", beredskapsman
- Tord Stål - kapten Santesson
- Inga-Bodil Vetterlund - "Knubben" Landgrens fru

## Musik i filmen
- Sjömanssång, kompositör Sven Rüno, instrumental.
- Sjömansvals, kompositör Sven Rüno, instrumental.
- Tonerna, kompositör Carl Sjöberg text Erik Gustaf Geijer, sång Carl-Gunnar Wingård
- Alle man på post, kompositör Gösta Wallenius text Nils Perne, sång Elof Ahrle, Karl Kinch, John Elfström, Åke Grönberg, Carl-Gunnar Wingård och Åke Uppström.